# 6444 Ryuzin
6444 Ryuzin è un asteroide areosecante. Scoperto nel 1989, presenta un'orbita caratterizzata da un semiasse maggiore pari a 2,2293840 au e da un'eccentricità di 0,3049336, inclinata di 6,05945° rispetto all'eclittica.
L'asteroide è dedicato all'omonima zona della città giapponese di Toyota.